# Hardtberg-Gymnasium Bonn
Das Hardtberg-Gymnasium Bonn ist ein öffentliches Gymnasium mit einem deutsch-französischen Zweig und MINT-EC-Schule auf dem Brüser Berg in Bonn-Hardtberg. Es wurde 1966 gegründet.

## Geschichte

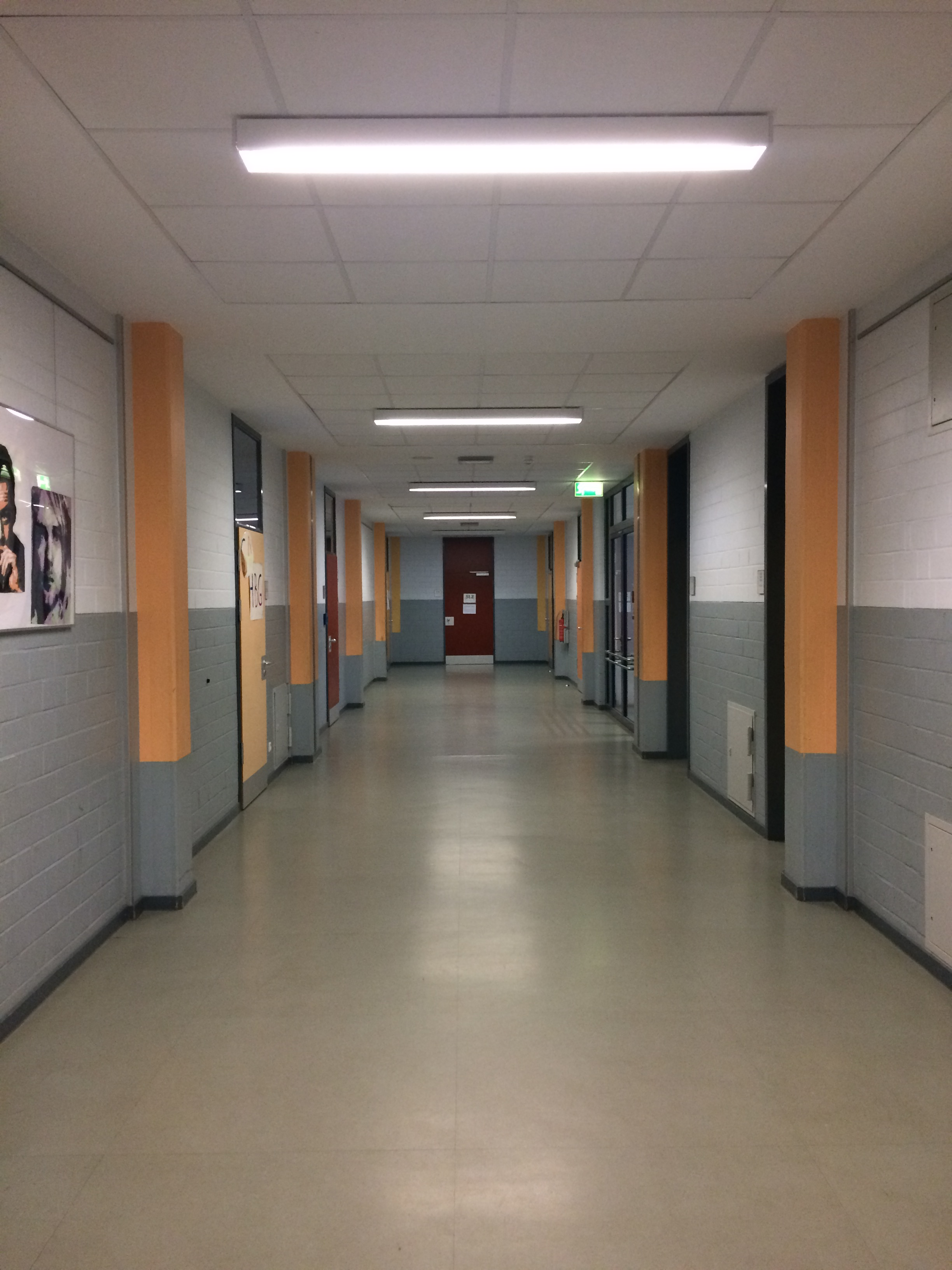
Flur mit Blick auf das Selbstlernzentrum des Hardtberg-Gymnasiums

Das Hardtberg-Gymnasium wurde 1966 nach den Osterferien als „Staatliches Gymnasium Duisdorf II“ gegründet und nahm am 15. April 1966 den Betrieb mit 52 Schülern auf. Der Standort war ursprünglich als Außenstelle des Duisdorfer Helmholtz-Gymnasium Bonn in Baracken des Bundesministerium der Verteidigung gegründet worden, wuchs jedoch schnell und bekam 1970 mit 473 Schülern und 35 Lehrkräften ein eigenes Gebäude.
2003 wurde im Gebäude des Hardtberg-Gymnasiums der Schadstoff PCB (polychlorierte Biphenyle) festgestellt. Infolgedessen wurde das Gebäude des Hardtberg-Gymnasiums mit einem Investitionsaufwand von rund 7 Millionen Euro umfassend saniert. Der Unterricht fand parallel zu dieser PCB-Sanierung, welches die größte der Stadt Bonn war, in Containerklassen statt. Am 24. August 2007 fand die Einweihung des neuen Schulgebäudes statt. Am 7. Juli 2017 wurde Schulleiterin Inge Stauder nach knapp 24 Jahren in den Ruhestand verabschiedet. Seit 2017 ist Günther Schlag Schulleiter des Hardtberg-Gymnasiums.

## Schulprofil

### Bilingualer deutsch-französischer Zweig
Seit 1975 existiert am Hardtberg-Gymnasium ein bilingualer deutsch-französischer Zweig. Die Schüler dieses Zweiges erhalten bereits ab Klasse 5 Französischunterricht mit vier Stunden pro Woche. Ab Klasse 7 wird der Erdkundeunterricht auf Französisch erteilt, in Klasse 8 folgen Politik und Geschichte.
Zur Anwendung der erworbenen Sprachkenntnisse findet in Klasse 7 ein Schüleraustausch mit dem Collège Jean Jaurés in Colomiers bei Toulouse statt. Zu Beginn der EF (Einführungsphase) können die Schüler wählen, ob sie den bilingualen Unterricht beibehalten möchten. In der Jahrgangsstufe Q1 (11) findet eine weitere Austauschbegegnung mit dem Lycée Ribeaupierre in Ribeauvillé im Elsass statt. Ab dem Schuljahr 2016/2017 besteht für die bilingualen Schüler die Möglichkeit, das AbiBac am Hardtberg-Gymnasium zu erwerben. Damit ist das Hardtberg-Gymnasium neben dem Friedrich-Ebert-Gymnasium (Bonn) die einzige Schule, die diesen deutsch-französischen Abschluss anbietet.

### Naturwissenschaftlicher Zweig
Seit Beginn des Schuljahres 2011/2012 ist das Hardtberg-Gymnasium eine MINT-EC-Schule. Dies bietet den Schülern nicht nur die Möglichkeit, zusammen mit dem Abitur ein MINT-Zertifikat, mit dem besondere naturwissenschaftliche Leistungen gewürdigt werden, zu erwerben, sondern führt auch zu einem verstärkten naturwissenschaftlichen Unterricht in der Sekundarstufe I. Außerdem bietet das Hardtberg-Gymnasium ab Klasse 8 die Junior-Ingenieur-Akademie als Differenzierungskurs an.

### Bläserklasse
Seit dem Schuljahr 2012/2013 bietet das Hardtberg-Gymnasium eine Bläserklasse während der Erprobungsstufe an. Die Schüler erlernen ein Blasinstrument in kleinen Gruppen und spielen dieses im Klassenorchester bei Konzerten. Ab Klasse 7 können die Schüler den Instrumentalunterricht fortsetzen und in einem gemeinsamen Ensemble weiterspielen. Neben den Bläserklassen bietet das Hardtberg-Gymnasium auch reinen Instrumentalunterricht an. Das Hardtberg-Gymnasium hat mehrere musikalische Ensembles wie die Next Generation Band, das Sinfonische Blasorchester und die HBG Bigband und die HBG Popsingers, die bei verschiedensten Anlässen sowohl innerhalb als auch außerhalb der Schule auftreten.

### Sprachenfolge
Ab Beginn der Erprobungsstufe wird Englisch unterrichtet, in der bilingualen Klasse zusätzlich Französisch. In Klasse 8 besteht die Möglichkeit, Latein als Differenzierungskurs zu wählen und mit dem Abitur das Latinum zu erwerben. Mit Beginn der Einführungsphase kann als neueinsetzende Fremdsprache das Fach Spanisch gewählt werden. Zusätzlich können auch Zertifikate wie das DELF-DALF-Programm, das Cambridge English Language Assessment und CertiLingua erworben werden.

## Kooperation mit anderen Gymnasien
Das Hardtberg-Gymnasium kooperiert mit dem Carl-von-Ossietzky-Gymnasium (Bonn) und dem Helmholtz-Gymnasium Bonn, um den Schülern eine große Auswahl bei den Leistungskursen zu ermöglichen. So bietet das Hardtberg-Gymnasium als eine von wenigen Bonner Schulen einen Sport-Leistungskurs an.

## Weitere Aktivitäten
Das Hardtberg-Gymnasium ist die erste Kooperationsschule der Rheinischen Friedrich-Wilhelms-Universität Bonn und bietet somit etwa das Programm „Fördern, fordern, forschen“ an, bei dem Schüler der Oberstufe an Vorlesungen der Universität teilnehmen und bereits Credit-Points sammeln können. Außerdem ist das Hardtberg-Gymnasiums Inhaber des Gütesiegels „Individuelle Förderung“ und Preisträger des Preises „Gute Gesunde Schule“ der Unfallkasse NRW.

## Personen

### Bekannte ehemalige Schüler
- Gaby Papenburg (* 1960), deutsche Fernsehmoderatorin
- Georg Uecker (* 1962), deutsch-norwegischer Schauspieler
- Christoph Becker (* 1963), deutscher Kommunalpolitiker
- Bodo Illgner (* 1967), deutscher Fußballtorwart und Nationalspieler
- Eckart Boege (* 1978), deutscher Politiker, Bürgermeister der Stadt Ahrensburg
- Xatar (1981–2025), iranisch-deutscher Unternehmer, Rapper und Produzent[19]
- Dustin Loose (* 1986), deutscher Regisseur und Drehbuchautor
- Dominick Drexler (* 1990), deutscher Fußballspieler
- Sara Doorsoun-Khajeh (* 1991), deutsche Fußballspielerin
- Kevin Goden (* 1999), deutscher Fußballspieler

### Bekannte ehemalige Lehrer
- Michael Kreuzberg (* 1957), deutscher Kommunalpolitiker